# Dziechciniec
Dziechciniec is een plaats in het Poolse district  Otwocki, woiwodschap Mazovië. De plaats maakt deel uit van de gemeente Wiązowna en telt 400 inwoners.